# Horváth László (labdarúgó, 1953)
Horváth László (1953. október 12. – 2014. augusztus 28. előtt) labdarúgó, középpályás.

## Pályafutása
A Győri Pamutszövő, majd 1965-től az ETO nevelése volt. 1970 és 1979 között a Rába ETO labdarúgója volt és tagja volt az 1973–74-es bronzérmes csapatnak. Az élvonalban 200 bajnoki mérkőzésen szerepelt és 23 gólt szerzett. 1979 nyarától 1981-ig az NB II-es Soproni SE játékosa volt, 1982 nyarán a Soproni Postás igazolta le. Az év végén bejelentette a visszavonulását. 1983 nyarától a Fertőd csapatában szerepelt. Ugyanitt az ifik edzéseit vezette. 1984-től a felnőtt csapatot irányította. Ezután az osztrák Grosshöfleinben szerepelt. 1988 nyarán a Soproni Vasas trénere lett. 1990-ben a Soproni Postást irányította. később a Soproni LC pályaedzője lett 1995-ig. 1996 elején a Ménfőcsanak irányításával bízták meg.

## Sikerei, díjai
- Magyar bajnokság
  - 3.: 1973–74